# 台灣三菱電梯
台灣三菱電梯，舊稱中國菱電，是一家位於台灣台北市的電梯及電扶梯製造企業。

## 簡介
台灣三菱電梯與日本三菱電機技術合作，於台灣設有2個生產工廠，專司升降機之販賣、生產、安裝、保養一貫作業。目前於全台設有4家分公司、約30處服務據點、編配千名以上技術人員。運用服務情報指揮中心，受理全台電梯異常情報，掌握服務據點的受信及出動狀況，並立即調度技術人員排除故障。
除了升降機本業之外，尚有中菱機電及中菱物業，提供大樓發電機、外牆洗窗機及保全、大樓設備維修、物業管理之專業服務。

## 沿革
- 1959年：台灣第一部三菱電梯、三菱電扶梯由永信水電於高雄市大新百貨裝設完成，永信水電為中國菱電前身。
- 1968年10月：中華民國經濟部投資審議委員會核准三菱電機投資永信水電，永信水電改組成立中國菱電股份有限公司。
- 1969年：中國菱電桃園工廠成立、高雄連絡處成立。
- 1970年：中國菱電產品首次外銷香港。
- 1984年：臺北市大安區復興南路二段363號「中菱大樓」落成啟用，醫院用及貨用電梯開發推出。
- 2007年6月：中國菱電名稱變更為台灣三菱電梯股份有限公司。
- 2007年7月：台灣三菱電梯100%持股之子公司中國菱電股份有限公司成立。

## 外部連結
- （繁體中文） 台灣三菱電梯 （页面存档备份，存于）